# Mandres-les-Roses
Mandres-les-Roses è un comune francese di 4 425 abitanti situato nel dipartimento della Valle della Marna nella regione dell'Île-de-France.

## Società

### Evoluzione demografica
Abitanti censiti